# Eduardo Rodrigues Souza
Eduardo Rodrigues Souza, meglio noto come Dudu (Guararapes, 20 settembre 1991), è un ex calciatore brasiliano, di ruolo attaccante.

## Carriera
Ha giocato nella massima serie portoghese.